# Greycliff
Greycliff és una concentració de població designada pel cens dels Estats Units a l'estat de Montana. Segons el cens del 2000 tenia 56 habitants.

## Demografia
Segons el cens del 2000, Greycliff tenia 56 habitants, 21 habitatges, i 12 famílies. La densitat de població era de 65,5 habitants per km².
Dels 21 habitatges en un 52,4% hi vivien nens de menys de 18 anys, en un 47,6% hi vivien parelles casades, en un 4,8% dones solteres, i en un 38,1% no eren unitats familiars. En el 33,3% dels habitatges hi vivien persones soles el 19% de les quals corresponia a persones de 65 anys o més que vivien soles. El nombre mitjà de persones vivint en cada habitatge era de 2,67 i el nombre mitjà de persones que vivien en cada família era de 3,46.
Per edats la població es repartia de la següent manera: un 39,3% tenia menys de 18 anys, un 1,8% entre 18 i 24, un 33,9% entre 25 i 44, un 16,1% de 45 a 60 i un 8,9% 65 anys o més.
L'edat mediana era de 34 anys. Per cada 100 dones de 18 o més anys hi havia 78,9 homes.
La renda mediana per habitatge era de 38.750 $ i la renda mediana per família de 36.250 $. Els homes tenien una renda mediana de 33.542 $ mentre que les dones 11.875 $. La renda per capita de la població era de 12.023 $. Aproximadament el 10% de les famílies i el 18,8% de la població estaven per davall del llindar de pobresa.

## Poblacions més properes
El següent diagrama mostra les poblacions més properes.